# Eksom
Eksom – zbiór wszystkich eksonów w komórce, tkance, narządzie lub organizmie. 
Sekwencjonowanie eksomu jest alternatywą dla sekwencjonowania genomu. Eksony stanowią 1% ludzkiego genomu. Porównanie sekwencji eksomu umożliwiło zidentyfikowanie genów będących siedliskiem mutacji odpowiedzialnych za występowanie niektórych chorób np. retinopatii barwnikowej, zespołów Freemana-Sheldona, Sensenbrennera, Millera, Shinzela-Giediona i Kubuki, odmian ataksji rdzeniowo-móżdżkowej, nieswoistych zapaleń jelit, wrodzonej łamliwości kości, choroby Charcota-Mariego-Tootha, niedorozwoju umysłowego, stwardnienia zanikowego bocznego oraz dysplazji przegrodowo-ocznej.